# Les Ferdinand
Les Ferdinand, född den 8 december 1966 i London, Storbritannien, är en engelsk fotbollsspelare. Han är kusin till Rio och Anton Ferdinand, även de fotbollsspelare.

## Karriär
Les Ferdinand gjorde 169 mål i engelska högstaligan i en karriär som varade mellan 1987 och 2004. Hans finaste säsonger var i mitten av 1990-talet, då han gjorde 24 ligamål 1994/95 för Queens Park Rangers följt av 25 året efter med Newcastle. Ferdinand vann en titel på klubbnivå, vilket var engelska ligacupen 1999 med Tottenham.
Ferdinand tillbringade även en säsong på lån i Turkiet i Beşiktaş 1988-89, samt spelade för West Ham, Leicester och Derby i karriärens slutskede.